# Чемпионат России по биатлону 2010/2011
Чемпионат России по биатлону сезона 2010/2011 прошёл в несколько этапов с декабря 2010 года по апрель 2011 года. Были разыграны медали в 7-и индивидуальных и 4-х командных дисциплинах.

## Этапы
- Ижевск «Ижевская винтовка»

1. Индивидуальная гонка (мужчины, женщины)

- Красноярск

1. Командная гонка (мужчины, женщины)
2. Суперпреследование (мужчины, женщины)
3. Смешанная эстафета

- Новосибирск «Приз Е. Д. Глинского»

1. Суперспринт (мужчины, женщины)
2. Патрульная гонка (мужчины, женщины)

- Уват Всероссийские соревнования по биатлону на призы Губернатора Тюменской области

1. Спринт (мужчины, женщины)
2. Гонка преследования (мужчины, женщины)
3. Марафон (мужчины, женщины)

- Тюмень Всероссийские соревнования по биатлону на призы Губернатора Тюменской области

1. Эстафета (мужчины, женщины)
2. Масс-старт (мужчины, женщины)

## Результаты
| Гонка                                                                                           | Мужчины | Женщины |
| Индивидуальная гонка Ижевск 1. 23 декабря 2010 Мужчины: 20 км 2. 23 декабря 2010 Женщины: 15 км | 1. Анатолий Локтионов 54:31.3 (0) 2. Дмитрий Ярошенко +32.6 (1) 3. Алексей Чурин +50.1 (1) 4. Артём Ушаков 5. Андрей Маковеев 6. Александр Шрейдер Протоколы | 1. Екатерина Юрлова 50:04.6 (2) 2. Екатерина Юрьева +22.6 (0) 3. Анастасия Токарева +42.3 (1) 4. Наталья Гусева 5. Ольга Назарова 6. Мария Садилова Протоколы |
| Командная гонка Красноярск 1. 9 марта 2011 Мужчины: 10 км 2. 9 марта 2011 Женщины: 7,5 км       | 1. Удмуртия 30:17.5 (1) (Евгений Косинцев, Ростислав Мусалимов, Сергей Даниленко, Вячеслав Алыпов) 2. Московская область +10.1 (2) (Андрей Веденин, Виталий Норицын, Кирилл Кудряшов, Сергей Суздалев) 3. Свердловская область +17.1 (2) (Николай Елисеев, Дмитрий Князев, Александр Кузнецов, Сергей Мурдасов) Протоколы                                    | 1. Удмуртия 26:30.4 (4) (Оксана Неупокоева, Любовь Ермолаева, Лилия Перетурина, Валентина Назарова) 2. Тюменская область +4.3 (5) (Мария Садилова, Марина Коровина, Анастасия Токарева, Ирина Трусова) 3. Мордовия +2:21.0 (5) (Татьяна Власова, Дарья Александрова, Маргарита Юрко, Анна Кунаева) Протоколы                                             |
| Супер-преследование Красноярск 1. 10 марта 2011 Мужчины: 7,5 км 2. 11 марта 2011 Женщины: 5 км  | 1. Алексей Трусов 22:43.9 (6) 2. Денис Салдимиров +37.7 (3) 3. Максим Буртасов +57.6 (6) 4. Вячеслав Алыпов 5. Николай Замородских 6. Кирилл Кудряшов Протоколы | 1. Ольга Галич 20:07.0 (3) 2. Галина Нечкасова +16.2 (1) 3. Анастасия Токарева +18.9 (10) 4. Юлия Корнилюк 5. Анна Кунаева 6. Любовь Ермолаева Протоколы |
| Смешанная эстафета Красноярск 1. 12 марта 2011 Женщины: 2x6 км Мужчины: 2x7.5 км                | 1. Удмуртия-1 1:24:01.1 (штраф 0) (Валентина Назарова, Любовь Ермолаева, Ростислав Мусалимов, Вячеслав Алыпов) 2. Удмуртия-2 +38.8 (штраф 0) (Оксана Неупокоева, Лилия Перетурина, Евгений Косинцев, Сергей Даниленко) 3. Мордовия-1 +1:29.45 (штраф 1) (Анна Кунаева, Евгения Селедцова, Артём Ушаков, Владимир Семаков) Протоколы                          | 1. Удмуртия-1 1:24:01.1 (штраф 0) (Валентина Назарова, Любовь Ермолаева, Ростислав Мусалимов, Вячеслав Алыпов) 2. Удмуртия-2 +38.8 (штраф 0) (Оксана Неупокоева, Лилия Перетурина, Евгений Косинцев, Сергей Даниленко) 3. Мордовия-1 +1:29.45 (штраф 1) (Анна Кунаева, Евгения Селедцова, Артём Ушаков, Владимир Семаков) Протоколы                      |
| Супер-спринт Новосибирск 1. 19 марта 2011 Мужчины: 6 км 2. 18 марта 2011 Женщины: 4 км          | 1. Андрей Тургенев 19:30.7 (0) 2. / Виталий Норицын +9.1 (2) 3. Алексей Чурин +13.6 (2) 4. Максим Буртасов 5. Артём Гусев 6. Олег Колодийчук Протоколы | 1. Наталья Соколова 18:12.1 (1) 2. Юлия Корнилюк +20.2 (1) 3. Елена Козак +23.4 (3) 4. Ольга Вилухина 5. Ирина Трусова 6. Анастасия Романова Протоколы |
| Патрульная гонка Новосибирск 1. 20 марта 2011 Мужчины: 25 км 2. 20 марта 2011 Женщины: 20 км    | 1. ХМАО-ЮГРА 1:09:46.2 (2) (Артём Гусев, Евгений Боярских, Иван Плесовских, Станислав Базеев, Андрей Соломенников) 1. Тюменская-1 1:09:46.2 (2) (Алексей Чурин, Олег Колодийчук, Сергей Баландин, Дмитрий Елхин, Никита Мерзляков) 3. Удмуртия +6.3 (3) (Вячеслав Алыпов, Евгений Косинцев, Ростислав Мусалимов, Сергей Даниленко, Евгений Шамеев) Протоколы | 1. Тюменская-1 1:06:23.2 (1) (Елена Козак, Анастасия Романова, Ирина Трусова, Екатерина Воронцова, Анна Булыгина) 2. Тюменская-2 +2:00.8 (3) (Мария Садилова, Екатерина Юрьева, Марина Коровина, Анна Сорокина, Анастасия Токарева) 3. Новосибирская +3:49.0 (2) (Ольга Вилухина, Юлия Панченко, Яна Гринёва, Людмила Шишкина, Елена Архипова) Протоколы |
| Спринт Уват 1. 2 апреля 2011 Мужчины: 10 км 2. 3 апреля 2011 Женщины: 7,5 км                    | 1. Иван Черезов 24:33.2 (0) 2. Дмитрий Малышко +2.9 (0) 3. Владимир Семаков +36.9 (1) 4. Евгений Устюгов 5. Алексей Чурин 6. Александр Шрейдер Протоколы | 1. Наталья Гусева 21:56.7 (0) 2. Екатерина Юрлова +8.6 (0) 3. Анна Богалий-Титовец +15.6 (1) 4. Ульяна Денисова 5. Екатерина Глазырина 6. Анастасия Токарева Протоколы |
| Гонка преследования Уват 1. 3 апреля 2011 Мужчины: 12,5 км 2. 4 апреля 2011 Женщины: 10 км      | 1. Иван Черезов 33:16.2 (1) 2. Алексей Трусов +1:13.1 (2) 3. Евгений Устюгов +1:18.8 (3) 4. Владимир Семаков 5. Сергей Клячин 6. Дмитрий Малышко Протоколы | 1. Екатерина Юрлова 35:25.4 (4) 2. Светлана Слепцова +21.5 (3) 3. Екатерина Глазырина +23.3 (5) 4. Мария Садилова 5. Екатерина Шумилова 6. Наталья Соколова Протоколы |
| Марафон Уват 1. 5 апреля 2011 Мужчины: 36 км 2. 6 апреля 2011 Женщины: 27 км                    | 1. Максим Максимов 1:45:18.6 (6) 2. Владимир Семаков +45.8 (9) 3. Евгений Гараничев +1:21.7 (14) 4. / Виталий Норицын 5. / Александр Огарков 6. Александр Жирный Протоколы | 1. Екатерина Глазырина 1:25:48.0 (3) 2. Анна Булыгина +2:15.4 (9) 3. Анастасия Романова +2:57.3 (7) 4. Анастасия Токарева 5. Анна Сорокина 6. Мария Садилова Протоколы |
| Эстафета Тюмень 1. 9 апреля 2011 Мужчины: 4 х 7,5 км 2. 9 апреля 2011 Женщины: 4 х 6 км         | 1. Тюменская-1 1:37:28.3 (0+12) (Алексей Чурин, Евгений Гараничев, Андрей Маковеев, Максим Максимов) 2. Удмуртия +1:16.0 (2+13) (Сергей Даниленко, Ростислав Мусалимов, Евгений Косинцев, Вячеслав Алыпов) 3. ХМАО-ЮГРА-1 +1:17.3 (0+8) (Алексей Трусов, Артём Гусев, Дмитрий Ярошенко, Алексей Волков) Протоколы                                            | 1. Тюменская-2 1:23:21.5 (0+9) (Елена Козак, Анна Сорокина, Ирина Трусова, Марина Коровина) 2. ХМАО-Югра-1 +1:48.1 (2+8) (Екатерина Шумилова, Ульяна Денисова, Евгения Седова, Светлана Слепцова) 2. Удмуртия +3:20.8 (1+15) (Валентина Назарова, Алёна Перевозчикова, Оксана Неупокоева, Любовь Ермолаева) Протоколы                                    |
| Масс-старт Тюмень 1. 10 апреля 2011 Мужчины: 15 км 2. 10 апреля 2011 Женщины: 12,5 км           | 1. Максим Максимов 48:00.0 (4) 2. Владимир Семаков +15.1 (5) 3. / Виталий Норицын +29.0 (1) 4. Андрей Маковеев 5. Артём Гусев 6. Алексей Чурин Протоколы | 1. Наталья Соколова 39:32.3 (1) 2. Анна Богалий-Титовец +18.0 (2) 3. Елена Козак +45.5 (1) 4. Екатерина Глазырина 5. Анна Сорокина 6. Ольга Вилухина Протоколы |

## Медали
| Место | Регион                |   |     |     | Всего |
| ----- | --------------------- | - | --- | --- | ----- |
| 1     | Тюменская область     | 8 | 5   | 8   | 21    |
| 2     | Удмуртия              | 3 | 2   | 2   | 7     |
| 3     | Санкт-Петербург       | 3 | 2   | 0   | 5     |
| 4     | Свердловская область  | 3 | 0   | 2   | 5     |
| 5     | ХМАО                  | 2 | 4   | 1   | 7     |
| 6     | Красноярский край     | 2 | 0   | 2   | 4     |
| 7     | Мурманская область    | 1 | 0   | 0   | 1     |
| 8     | Мордовия              | 0 | 2   | 3   | 5     |
| 9     | Новосибирская область | 0 | 2   | 2   | 4     |
| 10    | Московская область    | 0 | 1.5 | 0.5 | 2     |
| 11    | Чувашия               | 0 | 1   | 0   | 1     |
| 12    | Пермский край         | 0 | 0.5 | 0.5 | 1     |